# Diaphorus australis
Diaphorus australis är en tvåvingeart som beskrevs av Van Duzee 1915. Diaphorus australis ingår i släktet Diaphorus och familjen styltflugor. Inga underarter finns listade i Catalogue of Life.